# Grand Prix Nizozemska 2024
Grand Prix Nizozemska 2024 (oficiálně Formula 1 Heineken Dutch Grand Prix 2024) se jela na okruhu Circuit Zandvoort v Nizozemsku dne 25. srpna 2024. Závod byl patnáctým v pořadí v sezóně 2024 šampionátu Formule 1.

## Kvalifikace
Kvalifikace se uskutečnila 24. srpna 2024 v 15:00 místního času (UTC+2).
| Poř.                        | Č. | Jezdec           | Konstruktér                  | Časy v kvalifikaci | Časy v kvalifikaci | Časy v kvalifikaci | Pořadí na startu |
| Poř.                        | Č. | Jezdec           | Konstruktér                  | Q1                 | Q2                 | Q3                 | Pořadí na startu |
| --------------------------- | -- | ---------------- | ---------------------------- | ------------------ | ------------------ | ------------------ | ---------------- |
| 1                           | 4  | Lando Norris     | McLaren-Mercedes             | 1:11.377           | 1:10.496           | 1:09.673           | 1                |
| 2                           | 1  | Max Verstappen   | Red Bull Racing-Honda RBPT   | 1:11.393           | 1:10.811           | 1:10.029           | 2                |
| 3                           | 81 | Oscar Piastri    | McLaren-Mercedes             | 1:11.541           | 1:10.505           | 1:10.172           | 3                |
| 4                           | 63 | George Russell   | Mercedes                     | 1:11.049           | 1:10.552           | 1:10.244           | 4                |
| 5                           | 11 | Sergio Pérez     | Red Bull Racing-Honda RBPT   | 1:11.006           | 1:10.678           | 1:10.416           | 5                |
| 6                           | 16 | Charles Leclerc  | Ferrari                      | 1:11.370           | 1:10.689           | 1:10.582           | 6                |
| 7                           | 14 | Fernando Alonso  | Aston Martin Aramco-Mercedes | 1:11.493           | 1:10.845           | 1:10.633           | 7                |
| 8                           | 18 | Lance Stroll     | Aston Martin Aramco-Mercedes | 1:11.518           | 1:10.661           | 1:10.857           | 8                |
| 9                           | 10 | Pierre Gasly     | Alpine-Renault               | 1:11.718           | 1:10.815           | 1:10.977           | 9                |
| 10                          | 55 | Carlos Sainz Jr. | Ferrari                      | 1:11.327           | 1:10.914           |                    | 10               |
| 11                          | 44 | Lewis Hamilton   | Mercedes                     | 1:11.375           | 1:10.948           |                    | 14               |
| 12                          | 22 | Júki Cunoda      | RB-Honda RBPT                | 1:11.603           | 1:10.955           |                    | 11               |
| 13                          | 27 | Nico Hülkenberg  | Haas-Ferrari                 | 1:11.832           | 1:11.215           |                    | 12               |
| 14                          | 20 | Kevin Magnussen  | Haas-Ferrari                 | 1:11.630           | 1:11.295           |                    | PL               |
| 15                          | 3  | Daniel Ricciardo | RB-Honda RBPT                | 1:11.943           |                    |                    | 13               |
| 16                          | 31 | Esteban Ocon     | Alpine-Renault               | 1:11.995           |                    |                    | 15               |
| 17                          | 77 | Valtteri Bottas  | Kick Sauber-Ferrari          | 1:12.168           |                    |                    | 16               |
| 18                          | 24 | Čou Kuan-jü      | Kick Sauber-Ferrari          | 1:13.261           |                    |                    | 17               |
| DSQ                         | 23 | Alexander Albon  | Williams-Mercedes            |                    |                    |                    | 19               |
| 107 % času vítěze: 1:15.976 |    |                  |                              |                    |                    |                    |                  |
| —                           | 2  | Logan Sargeant   | Williams-Mercedes            |                    |                    |                    | 18               |
| Zdroj:                      |    |                  |                              |                    |                    |                    |                  |

Poznámky
1. ↑  Lewis Hamilton obdržel penalizaci 3 míst za zablokování Sergia Péreze v Q1.
2. ↑  Kevin Magnussen se kvalifikoval jako 14., odstartovat ale musel z pit lane, jelikož došlo k výměně komponent jeho pohonné jednotky během parc fermé.
3. ↑  Alexander Albon se kvalifikoval jako osmý, ale byl diskvalifikován, jelikož podlaha jeho monopostu neodpovídala technickým regulím. Odstartovat mohl díky povolení od stevardů.
4. ↑  Jelikož se jezdilo na mokré trati, nebylo pravidlo 107 % uplatněno.
5. ↑  Logan Sargeant se kvalifikace nezúčastnil kvůli nehodě ve třetím tréninku. Odstartovat mohl díky povolení od stevardů.

## Závod
Závod se uskutečnil 25. srpna 2024 v 15:00 místního času (UTC+2).
| Poř.                                                                     | No. | Jezdec           | Konstruktér                  | Počet kol | Čas/Odstoupení | Start | Body |
| ------------------------------------------------------------------------ | --- | ---------------- | ---------------------------- | --------- | -------------- | ----- | ---- |
| 1                                                                        | 4   | Lando Norris     | McLaren-Mercedes             | 72        | 1:30:45.519    | 1     | 26   |
| 2                                                                        | 1   | Max Verstappen   | Red Bull Racing-Honda RBPT   | 72        | +22.896        | 2     | 18   |
| 3                                                                        | 16  | Charles Leclerc  | Ferrari                      | 72        | +25.439        | 6     | 15   |
| 4                                                                        | 81  | Oscar Piastri    | McLaren-Mercedes             | 72        | +27.337        | 3     | 12   |
| 5                                                                        | 55  | Carlos Sainz Jr. | Ferrari                      | 72        | +32.137        | 10    | 10   |
| 6                                                                        | 11  | Sergio Pérez     | Red Bull Racing-Honda RBPT   | 72        | +39.542        | 5     | 8    |
| 7                                                                        | 63  | George Russell   | Mercedes                     | 72        | +44.617        | 4     | 6    |
| 8                                                                        | 44  | Lewis Hamilton   | Mercedes                     | 72        | +49.599        | 14    | 4    |
| 9                                                                        | 10  | Pierre Gasly     | Alpine-Renault               | 71        | +1 kolo        | 9     | 2    |
| 10                                                                       | 14  | Fernando Alonso  | Aston Martin Aramco-Mercedes | 71        | +1 kolo        | 7     | 1    |
| 11                                                                       | 27  | Nico Hülkenberg  | Haas-Ferrari                 | 71        | +1 kolo        | 12    |      |
| 12                                                                       | 3   | Daniel Ricciardo | RB-Honda RBPT                | 71        | +1 kolo        | 13    |      |
| 13                                                                       | 18  | Lance Stroll     | Aston Martin Aramco-Mercedes | 71        | +1 kolo        | 8     |      |
| 14                                                                       | 23  | Alexander Albon  | Williams-Mercedes            | 71        | +1 kolo        | 19    |      |
| 15                                                                       | 31  | Esteban Ocon     | Alpine-Renault               | 71        | +1 kolo        | 15    |      |
| 16                                                                       | 2   | Logan Sargeant   | Williams-Mercedes            | 71        | +1 kolo        | 18    |      |
| 17                                                                       | 22  | Júki Cunoda      | RB-Honda RBPT                | 71        | +1 kolo        | 11    |      |
| 18                                                                       | 20  | Kevin Magnussen  | Haas-Ferrari                 | 71        | +1 kolo        | PL    |      |
| 19                                                                       | 77  | Valtteri Bottas  | Kick Sauber-Ferrari          | 70        | +2 kola        | 16    |      |
| 20                                                                       | 24  | Čou Kuan-jü      | Kick Sauber-Ferrari          | 70        | +2 kola        | 17    |      |
| Nejrychlejší kolo: Lando Norris (McLaren-Mercedes) – 1:13.817 (72. kolo) |     |                  |                              |           |                |       |      |
| Zdroj:                                                                   |     |                  |                              |           |                |       |      |

Poznámky
1. ↑  Včetně bodu za nejrychlejší kolo.
2. ↑  Lance Stroll skončil 12., ale obdržel penalizaci 5 sekund za překročení rychlosti v pit lane.

## Průběžné pořadí po závodě
|        | Pořadí | Jezdec           | Body |
| ------ | ------ | ---------------- | ---- |
|        | 1      | Max Verstappen   | 295  |
|        | 2      | Lando Norris     | 225  |
|        | 3      | Charles Leclerc  | 192  |
|        | 4      | Oscar Piastri    | 179  |
|        | 5      | Carlos Sainz Jr. | 172  |
| Zdroj: |        |                  |      |

|        | Pořadí | Konstruktér                  | Body |
| ------ | ------ | ---------------------------- | ---- |
|        | 1      | Red Bull Racing-Honda RBPT   | 434  |
|        | 2      | McLaren-Mercedes             | 404  |
|        | 3      | Ferrari                      | 370  |
|        | 4      | Mercedes                     | 276  |
|        | 5      | Aston Martin Aramco-Mercedes | 74   |
| Zdroj: |        |                              |      |